# Kevin Knox II

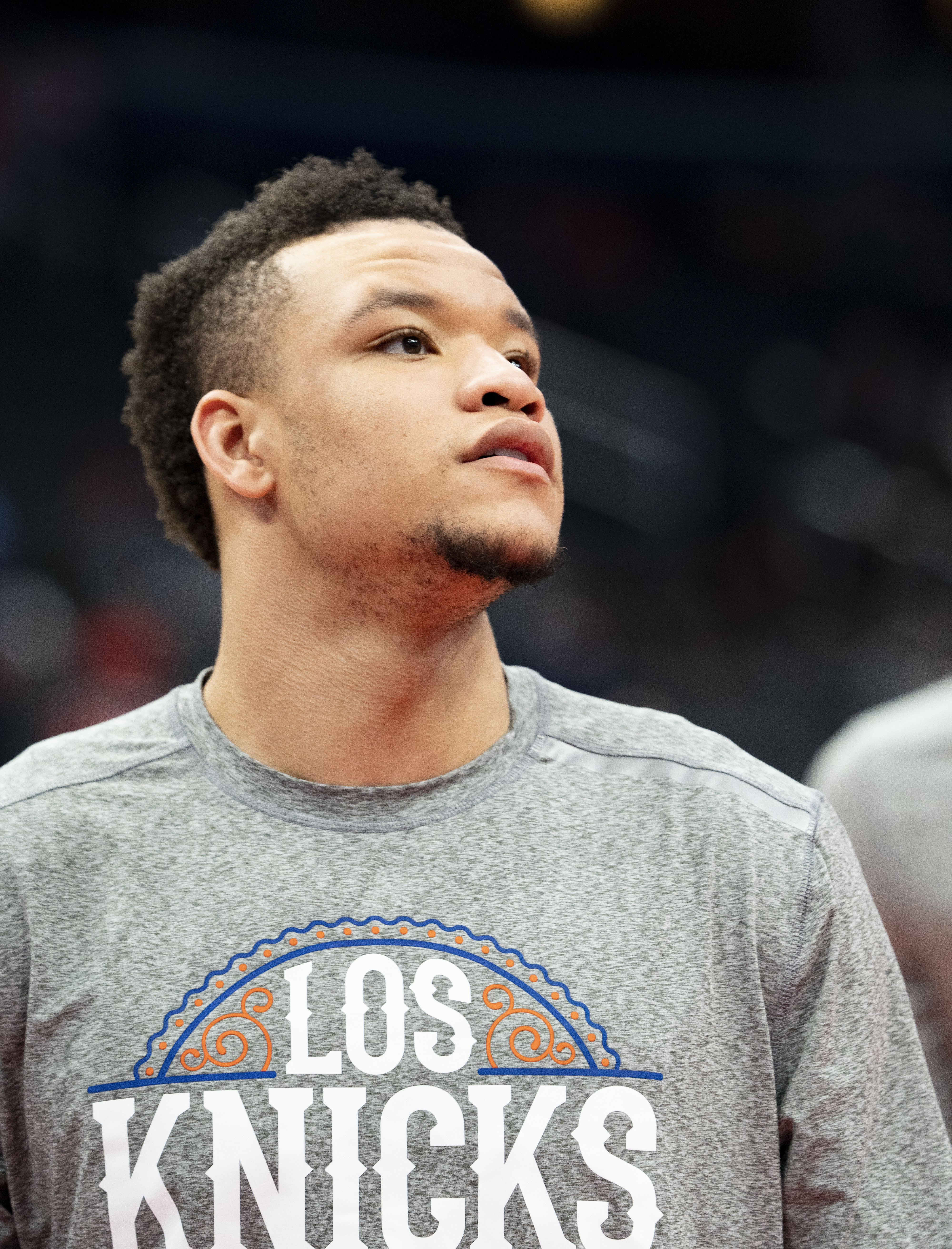
Kevin Knox II, 2020.

Kevin Devon Knox II, född 11 augusti 1999 i Phoenix i Arizona, är en amerikansk professionell basketspelare (PF/SF) som spelar för Golden State Warriors i National Basketball Association (NBA). Han har tidigare spelat för New York Knicks, Atlanta Hawks, Detroit Pistons och Portland Trail Blazers.
Knox draftades av New York Knicks i första rundan i 2018 års draft som nionde spelare totalt.
Innan han blev proffs studerade Knox vid University of Kentucky och spelade för deras idrottsförening Kentucky Wildcats.